# Keraunisch Gebergte
Het Keraunisch Gebergte (Albanees: Mali Kanalit, Oudgrieks: Κεραύνια ὄρη / Keraúnia órē; Latijn: Ceraunii montes) is een kustgebergte in Zuidwest-Albanië, gelegen aan de Adriatische Zee.

## Etymologie
De naam is afgeleid van het Oudgriekse Κεραύνια ὄρη, hetgeen "bliksembergen" betekent. Hun naam is ontleend aan de menigvuldige, daar zich opeenpakkende, onweders. De kust bij het voorgebergte werd in de oudheid voor zeevaarders als zeer gevaarlijk beschouwd.

## Ligging & geografie
Het gebergte strekt zich  ongeveer 100 km langs de kust in noordwestelijke richting van de Griekse grens tot aan de Straat van Otranto uit. De hoogste piek is Maja e Çikës, (2012 m). De Llogara-pas (1027 m) verdeelt de bergen in een westelijk en een oostelijk bergketen. De westelijke bergketen staat ook bekend als de Akrokeraunische bergen (Ἀκροκεραύνια). In geologisch opzicht behoort ook het noordelijk hierop aansluitende schiereiland Karaburum hiertoe, die de Golf van Vlorë afsluit van de open zee. Op sommige plaatsten gaan de bergen direct over in de zee.

## Geschiedenis
Het Keraunisch Gebergte is beschreven door antieke schrijvers als Claudius Ptolemaeus, Strabo en Pausanias. Bij gevolg is de klassieke Griekse naam beter bekend dan de huidige Albanese.
Julius Caesar zette eerst voet aan wal op de Llogara-pas en liet zijn legioen uitrusten bij Palasë aan de Albanese Rivièra tijdens zijn achtervolging van Gnaius Pompeius Magnus maior.